# Cees Andriessen
Cornelis Christiaan Jacob Andriessen, auch Cees (* 20. März 1940 in Wageningen; † 26. April 2023) war ein niederländischer Maler, Grafiker und Zeichner.

## Leben und Wirken
Cees Andriessen studierte von 1960 bis 1964 an der KBK Arnheim. Er wurde Mitglied der Künstlergruppe de Kiem in Apeldoorn. In den 1960er Jahren stellte er häufig in der Künstlergemeinschaft mit Johan Meycrink unter dem Namen Twee Grafietsie aus. 
Er schuf zahlreiche Holzschnitte, Linolschnitte, Lithographien, Reklamezeichnungen und Exlibris.

## Ausstellungen (Auswahl)
- 1971 Friedrichshafen
- 1977 Apeldoorn
- 1980 Fürth
- 1982 Apeldoorn

Werke in Museen
- Neue Galerie Linz